# Ernesto Leopoldo, 4.º príncipe de Leiningen
Ernesto Leopoldo de Leiningen (Ernesto Leopoldo Vítor Carlos Augusto José Emich), (9 de Novembro de 1830 - 5 de Abril de 1904) foi um nobre alemão e quarto príncipe de Leiningen.

## Família
Ernesto era o filho mais velho do príncipe Carlos de Leiningen e da condessa Maria Klebelsberg. Pelo lado do pai era sobrinho da rainha Vitória do Reino Unido. Os seus avós paternos eram o príncipe Emich Carlos de Leiningen e a duquesa Vitória de Saxe-Coburgo-Saalfeld. Os seus avós maternos eram o conde Maximilian von Klebelsberg e Marie Anna von Turba.

## Biografia
Ernesto Leopoldo juntou-se à Marinha Real Britânica em 1849. Sucedeu como príncipe de Leiningen após a morte do pai a 13 de Novembro de 1856. Promovido a capitão em 1860, comandou o HMS Magicienne e depois o HMY Victoria and Albert. Foi nomeado comandante-em-chefe do The Nore em 1885 e foi promovido a almirante em 1887. Reformou-se da marinha em 1895.
Foi nomeado cavaleiro comandante da divisão civil da Ordem de Bath em 1863, tornou-se cavaleiro da Grande Cruz em 1866 e cavaleiro honorário da Grande Cruz na divisão militar em 1887. Tornou-se cavaleiro da Ordem Real Vitoriana em 1898.

## Casamento e descendência
No dia 11 de Setembro de 1858, Ernesto casou-se em Karlsruhe com a princesa Maria de Baden, filha do príncipe Leopoldo I de Baden e da princesa Sofia da Suécia. O casal teve dois filhos:
- Alberta de Leiningen (24 de Dezembro de 1863 - 30 de Agosto de 1901), morreu solteira e sem filhos aos trinta e sete anos de idade;
- Emich, 5.º príncipe de Leiningen (18 de Janeiro de 1866 - 18 de Julho de 1939), casado com a princesa Feodora de Hohenlohe-Langenburg; com descendência.